# Ерік Фоллестад Йогансен
Ерік Фоллестад Йогансен (норв. Erik Follestad Johansen; нар. 22 червня 1989, м. Осло, Норвегія) — норвезький хокеїст, захисник. Виступає за «Волеренга» (Осло) в ГЕТ-лізі. 
Вихованець хокейної школи клубу «Фріск» (Аскер), за який згодом і виступав. 
У складі національної збірної Норвегії учасник чемпіонату світу 2011. У складі молодіжної збірної Норвегії учасник чемпіонату світу 2008 (дивізіон I). У складі юніорської збірної Норвегії учасник чемпіонату світу 2007 (дивізіон I).